# Stronziopirocloro
Lo stronziopirocloro è un minerale non più riconosciuto dall'IMA dal 2010 nell'ambito della revisione del supergruppo del pirocloro.